# Список персонажей «Моя богиня!»
Ниже представлен список основных персонажей манги и аниме «Моя богиня!».

## Главные герои
Кэйити Морисато (яп. 森里 螢一 Морисато Кэйити) — студент Технологического института Нэкоми и член Мотоциклетного клуба института. Однажды Кэйити ошибается номером и попадает в Службу Божественной Помощи. К нему приходит Верданди, чтобы исполнить одно его желание, а он, считая всё это шуткой сэмпаев, желает, чтобы Верданди навсегда осталась с ним. С тех пор они живут вместе. Кэйити любит Верданди, но комплексует из-за своего маленького роста, поэтому ему трудно выразить свои чувства. Личность Кэйити показана, когда у него получилось призвать одного из ангелов Ринд, Кул Минт (Cool Mint, англ. «Прохладная мята»). Согласно мнению Ринд, он может получить ангела благодаря любви трёх богинь. Позднее, Кэйити временно (потому что он смертный) стал владельцем демонического ангела — Блу Ланс (Blue Lance, англ. «Голубое копьё»). Ангел выбрал его, потому что он единственный человек, который воспринимал её в качестве ангела, а не бывшего демона. Кэйити — квалифицированный механик и выдающийся гонщик. Ему было передано руководство Мотоциклетным клубом, которое впоследствии переходит к Соре Хасэгаве. Когда он окончил колледж, он стал работать в магазине запчастей «Вихрь», который принадлежит основателю Мотоциклетного клуба института Нэкоми: Тихиро Фудзими. У него доброе сердце, поэтому он часто помогает тем, кто в беде. Целеустремлён, никогда не сдаётся. Тем не менее он так и не научился плавать.
Сэйю — Масами Кикути
Верданди (яп. ベルダンディー Бэруданди:) — богиня, которая связана договором с Кэйити. С тех пор она живёт с ним в храме Торики Хонган. Она может расторгнуть контракт с Кэйити в любое время, но он для неё является особенным человеком и её цель сделать его счастливым. Любит готовить и вязать без помощи своих магических сил. Верданди добрая, терпеливая и тепло относится ко всем без исключения. Она может с лёгкостью чувствовать эмоции других людей. Однако, несмотря на её безграничную доброту, временами она способна на ревность, в результате чего она становится грустной. Для неё это непонятное чувство, которое, по её мнению, не должна испытывать богиня. Тем не менее, когда Верданди ревнует, то происходит утечка магической энергии, в результате которой Верданди способна разрушить всё, что находится рядом с ней в этот момент. Верданди богиня настоящего. Первый класс, тип 2, неограниченная лицензия. Специализируется на магии воздуха, умеет телепортироваться при помощи зеркал. Её сила настолько велика, что она обязана носить специальную серьгу-печать в левом ухе. Тем не менее у неё есть слабая сторона: после применения большого количества магических сил Верданди засыпает. Ангел Верданди: Святая Белла (Holy Bell). Как и все ангелы, Святая Белла увеличивает магическую силу Верданди, а также отражает состояние своего хозяина.
Сэйю — Кикуко Иноуэ, Акэми Окамура
Урд (яп. ウルド Урудо) — является старшей сводной сестрой Верданди. Вторая богиня, которая появилась в доме Кэйити. Урд — богиня прошлого. Второй класс, ограниченная лицензия. Она является оператором Божественной системы. Хотя она сильнее, чем её сёстры, но она не может стать богиней первого класса, из-за того что была уличена во лжи. Её мать — Хильд, Королева Ада. Поэтому Урд является наполовину богиней, наполовину демоном. Именно поэтому её ангел, Мир Изящества (англ. World of Elegance) наполовину белого, а наполовину чёрного цвета. Урд специализируется на магии огня и демонической магии, является специалистом в области алхимии и может телепортироваться при помощи телевизоров. Любит сакэ. Засыпает от энки. Урд позиционирует себя как Богиню любви. Поэтому она спустилась без разрешения Владыки на Землю, чтобы помочь развитию отношений Кэйити и Верданди. В качестве наказания за то, что оставила свой пост, она не может вернуться на Небеса до дальнейшего уведомления. Тем не менее, после того, как ей было разрешено вернуться, она решает остаться на Земле.
Сэйю — Юми Тома
Скульд (яп. スクルド Сукурудо) — является младшей сестрой Верданди. Третья богиня, которая появилась в доме Кэйити. Скульд — богиня будущего. Второй класс, ограниченная лицензия. Дебаггер Божественной системы Иггдрасиль. У неё слабая магическая сила, что компенсируется её талантом изобретателя. Её ангел — Благородная Скарлет (англ. Noble Scarlet), первое появление которого состоялось в 14-й серии второго сезона аниме-сериала, но ангел был вызван раньше времени и оставался слабым, хотя в нём и содержались все характерные черты ангелов богинь, прошедших обучение. Скульд является гением инженерии, способна изобрести любое устройство даже с ограниченными ресурсами. Она терпеть не может простейшие устройства. Скульд способна вычислять сложнейшие уравнения за короткое время. Она приходит на Землю, когда обещание Верданди приводит к созданию большого количества ошибок в Божественной системе. На самом деле она считает, что Кэйити заставляет Верданди жить с ним против её воли. Скульд пытается убедить Верданди вернуться на небеса для решения проблемы, но в то же время и для того, чтобы ей не было одиноко одной. После того, как она понимает, что Верданди любит Кэйити, она решает остаться на Земле. Скульд вспыльчива и эгоистична, что объясняется её возрастом. Любит мороженое марки 131.
Сэйю — Ая Хисакава

## Рай
Рай является одной из двух божественных группировок. К силам Рая относятся Урд, Скульд, Верданди и несколько других персонажей. Рай состоит из Иггдрасиля (яп. ユグドラシル Yugudorashiru), Божественной Системы, которая создаёт реальность. Боги и богини работают в качестве программистов, системных администраторов и дебаггеров. Иггдрасиль работает со Службой Божественной Помощи и такими богинями, как Верданди, которые помогают людям, чьи удачи и неудачи не сбалансированы, но которые перед лицом несчастья остаются добрыми и сочувствующими другим. Каждому человеку, который выбран Иггдрасилем, предоставляется одно желание, которое может быть любым, начиная от «богатства на всю жизнь» до уничтожения всего мира, или даже для такого простого «девушка, такая же, как и ты».

### Владыка
Владыка (яп. 神様 Ками-сама) — повелитель Рая и Земли. Он известен под многими именами: Творец, Господь Бог. Все богини подчиняются ему, а он несёт ответственность за поддержание реальности, которую мы видим. На протяжении всего аниме и манги его лицо скрыто от зрителей, как правило оно покрыто тенью, либо он отвернулся.

### Хроно, Эре и Экс
Хроно (яп. クロノ Kurono), Эре (яп. エレ Ere) и Экс (яп. エクス Ekusu) — три богини, который поддерживают Иггдрасиль. Они помогают Пеорс и Линд описанием событий, которые вышли из под контроля Системы. Они также подчиняются Пеорс или Линд, позволяя им получить информацию об опасных последствиях тех или иных действий.

### Пеорс
Пеорс (Peorth) — Богиня первого класса, неограниченная лицензия. Четвёртая богиня, которая появляется в аниме-сериале. Её ангел — Прекрасная Роза (англ. Gorgeous Rose). Специализируется на магии элементов земли, в основном всё связано с розами. Когда Кэйити второй раз дозвонился в службу Божественной помощи, пришла она, чтобы исполнить его желание. Считает, что Верданди пожалела её, потому что доложила об уничтожении вируса, как об их совместной работе. После того, как Верданди объяснила, что именно произошло — их отношения улучшились, но не стали дружескими. Переживает за отношения Верданди и Кейити, как и Урд пытается ускорить их развитие.

### Ринд
Ринд (яп. リンド Риндо) — пятая богиня, которая появилась в телесериале. Ринд является валькирией, боец Боевого Дивизиона Рая. Ринд богиня первого класса, как Верданди и Пеорс. Однако, в отличие от них, лицензия Ринд классифицируется как «Специальные поручения, Неограниченная», что позиционирует её, как валькирию.
В раю её называли Однокрылая Линд. Когда проснулось её яйцо ангела,  то её хранитель обладал одним крылом из-за этого она считала себя слабой. Пройдя самые суровые тренировки в раю она стала воином с особыми поручением.  Мало ко знает на небесах что у неё два ангела  Карвонная Мята (англ. Spear Mint) и Прохладная Мята (англ. Cool Mint) именно по этому. В бою  с Пожирателем Ангелов, она наконец смогла использовать обеих. Именно этого ей так не хватало

### Трубадур
Трубадур — дух сливового дерева. Дух-бард третьего класса, который известен силой своих проклятий, сопоставимых с проклятиями демонов первого класса. Бывший бойфренд Урд, который покинул её ради своей мечты, поймать золотого соловья. Урд до сих пор хранит браслет, а Трубадур кольцо, которыми они обменялись перед тем, как он ушёл в странствие за мечтой. Урд часто вспоминает о нём, тем не менее она не способна простить его за то, что он покинул её.

## Ад
Ад является второй группировкой. К силам Ада относятся все демоны. Цель демонов — расширение своего влияние на Земле, они противостоят богиням. С Адом тоже можно заключить контракт и демоны способны уничтожить мир, если предложить им достойную цену.

### Хильд
Хильд (яп. ヒルド Хирудо) — повелительница ада, Даймакайтё. Её сила сравнима с силой Владыки. Несмотря на огромную власть, она уважает Систему, поэтому ограничила свою силу, чтобы не убить любую из богинь. Любящая мать Урд, хотя её дочь не отвечает ей взаимностью.
Появляется во втором сезоне сериала, чтобы объединить демоническую и божественную сущность Урд. После чего оставляет свою копию, которая хоть и содержит одну тысячную силы самой Хильд, может стать серьёзным противником богинь. Контролирует работу Мары.

### Повелитель Ужаса
Повелитель Ужаса (англ. Lord of Terror) — вирус в Иггдрасиле. Состоит из двух частей — воли Повелителя Ужаса и «Программы полного уничтожения», Фенрира. Повелитель Ужаса хочет уничтожить мир и создать на его месте мир демонов. Его преемником стала Урд, потому что у неё есть демоническая и божественная половины. В конце концов Повелитель Ужаса подчинил Урд и заточил её волю. С её помощью активировал «Программу полного уничтожения». После переселения через несколько тел он был заточен в дискету и стёрт магнитом.

### Мара
Мара (яп. マーラー Ма:ра:) — подруга детства богинь, главных персонажей аниме и манги, в настоящее время демон. Урд и Мара были очень хорошими друзьями, но затем были разделены, так как Урд предпочла стать богиней. Её работа заключается в увеличении сферы влияния демонов, что будет результативней, если Мара сможет убрать богинь из Нэкоми. Имеет слабость - когда слышит рок, то начинает плясать.

### Сенбэй
Сенбэй (яп. 魔神千兵衛 Майдзин Сэмбэй) — самопровозглашённый бог неудачи. Он считает, что несчастья других могут сделать его счастливее, поэтому использование его магических способностей приводит к происшествиям и потери удачи. Санбэй является помощником Мары.

### Вэльспер
Вэльспер (яп. ヴェルスパー Вэрусупа:) — демон. Дублет Верданди, то есть его судьба связана с судьбою Верданди. Если один из них умрёт, то умрёт и двойник. Двойники забыли друг друга, но Вэльспер проклял себя на то, что он всегда останется в детской форме, взамен на воспоминания о встрече с Верданди. Проклятье может быть снято, если Верданди произнесёт его имя. Тем не менее выяснилось, что его тело не может справится с ростом его силы, поэтому он работал над тем, чтобы разрушить проклятие при помощи остановки времени. После установки вируса в Иггдрасиль он смог разрушить проклятие и вернулся в царство демонов. Поскольку Вэльспер взломал Иггдрасиль, он был наказан перевоплощением в кота. Позже смог вернуть себе нормальную форму.

### Хагалл
Хагалл (яп. ハガル Хагару) — могущественный демон, который взял под контроль Нифельхейм — Ад — в восстании против Хильд. В Аду она является второй по силе, поэтому она смогла заключить в тюрьму Хильд, так как считала, что та потеряла силу и славу в мире демонов. Она разработала план, который позволил бы получить демонам большую долю желаний на Земле. Тиби-Хильд была атакована прислужниками Хагалл на земле и решила обратиться за помощью к Верданди, чтобы получить поддержку в борьбе против Хагалл. Также Хагалл разработала план по уничтожению всего, что связано с богинями (история раскрывается в манге — эпизоды с 240 по 246). Хагалл обычно говорит о себе в третьем лице. Она обладает множеством миньонов, которые сражаются рядом с ней. Её силы включают ментальный контроль и гипноз, который она применяет против своих врагов. Она эгоистична и амбициозна. Как факт, она не принимает во внимание энергетическое здоровье Рая и Ада (принесённое людскими контрактами) во время перехода из равновесия, когда её демоны обеспечили слишком много желаний.

## Жители Нэкоми
Нэкоми — японский город, в котором происходит основное действие аниме и манги. Там находится Технологический институт Нэкоми, где учится Кэйити, и храм Тарики Хонган, где живёт он и три богини.

### Мэгуми Морисато
Мэгуми Морисато (яп. 森里 恵 Morisato Megumi) — младшая сестра Кэйити. Она поступила в Технологический институт Нэкоми, так же, как и её брат. Мэгуми такой же опытный механик и гонщик, как и все в семье Морисато. Претендует на титул королевы мотоциклетных гонок в Нэкоми. Верданди считает, что она чем-то похожа на Скульд и была бы рада, если бы Мэгуми чему-нибудь обучила её младшую сестру.

### Тамия Тораити и Отаки Аояма
Тамия-сэмпай Тораити (яп. 田宮 寅一 Tamiya Toraichi) и Отаки-сэмпай Аояма (яп. 青山 大滝 Aoyama Otaki) — директора Мотоциклетного клуба. Усложняют жизнь Кэйити, нагружая его работой. Однако, восхищаются им, как отличным механиком и водителем, а в манге передали ему руководство Клуба. Оба влюблены в Тихиро Фудзими. Однако, она отвергла их обоих в интересах Клуба.

### Аосима Тосиюки
Аосима Тосиюки (яп. 青嶋 紀元 Aoshima Toshiyuki) — самый популярный парень Технологического института Нэкоми. Двоюродный брат Саёко. Он очарован Верданди и пытается отбить её у Кэйити. В своём стремлении заходит так далеко, что создаёт автоклуб, который выступает против Мотоциклетного клуба института и старается уничтожить его. Аосима и его двоюродная сестра Саёко могут быть опознаны по дорогим автомобилям, которые они водят, к примеру Аосима владелец Enzo Ferrari.

### Саёко Мисима
Саёко Мисима (яп. 三嶋 沙夜子 Mishima Sayoko) — популярная девушка в Нэкоми, поэтому считает себя королевой института. Она происходит из богатой семьи, поэтому у неё есть своя квартира, дорогая машина, и она часто устраивает банкеты с влиятельными людьми. Когда появилась Верданди, всё внимание парней переключилось на неё вместо Саёко. Мисима начала завидовать Верданди, поэтому решила завладеть сердцем Кейити, чтобы расстроить и унизить богиню, тем самым заставив её уехать из Нэкоми. Впоследствии, поняв, что у неё не получится охмурить Кэйити, начала сама в него влюбляться.

### Банпэй-кун RX
Банпэй-кун RX (яп. ばんぺいくんRX бампэй-кун а:ру эккусу) — робот, который был разработан и собран Скульд. Основная функция Банпэй-куна заключается в том, чтобы охранять храм от Мары и прочих демонов, а также «защищать» Верданди от Кэйити Морисато. Банпэй получает новые возможности, по мере того, как Скульд продолжает создавать новые дополнения или функции для него. Первоначально электропитание было от внешнего кабеля, но позднее ему была дана батарея, что позволило ему путешествовать куда угодно в течение длительного периода времени, однако, когда заряд батареи становится низким, то необходимо выключить Банпэй-куна и ввести режим сохранения памяти.
Программа Банпэй-куна продолжает развиваться самостоятельно: Банпэй обретает понимание жизни, а после встречи с Сигел — способность любить. Хотя Сигел не интересуется Банпэй-куном, он не разочарован, и тратит много времени и энергии, в попытках заполучить её расположение, он также без колебаний рискнёт своей жизнью, только чтобы помочь ей. Его эмоциональная схема изменчива, она может быть полностью отключена или включена. Позднее ему удалось заставить работать схему стабильно, обеспечивая постоянную работоспособность. Банпэй не способен выразить эмоции, поэтому временами он использует маркер, чтобы нарисовать чувства на своём лице: слёзы грусти, оскал, если он зол.

### Сэнтаро Каваниси
Сэнтаро Каваниси (яп. 川西 仙太郎 Каваниси Сэнтаро:) — мальчик, который большинство своего свободного времени катается на велосипеде вокруг Нэкоми. Он встретил Скульд в то время, когда она училась кататься на велосипеде. Сэнтаро был единственным, кто смог научить её, что не важно сколько раз она упала во время первых попыток, важно лишь то, чтобы она смогла найти в себе силы, чтобы продолжить обучение и наконец научиться. Это повлияло на медленный рост магической силы Скульд — потому что сила богини приходит лишь тогда, когда научишься любить других. Скульд влюбилась в Сэнтаро, что заставило расти её магическую силу. Сэнтаро пришлось переехать вместе со своей семьёй, что не огорчило Скульд, потому что она была уверена в том, что несмотря на расстояние они смогут встретиться в любое время, когда они захотят.

### Сора Хасэгава
Сора Хасэгава (яп. 長谷川 空 Hasegawa Sora) — состоит в Мотоциклетном клубе (единственная девушка в клубе). Немного стеснительная, неприметная девушка. Кэйити и Верданди стараются помочь Хасэгаве поверить в себя. Также Кэйити передаёт руководство Мотоциклетным клубом ей, несмотря на то, что прошлые клубы, в которых она была руководителем, были закрыты.

### Тихиро Фудзими
Тихиро Фудзими (яп. 藤見 千尋 Fujimi Chihiro) — создатель и директор Мотоциклетного клуба. Она более опытный механик и мотогонщик, чем Кэйити. Она создала свой собственный магазин «Вихрь» и наняла Кэйити на работу. Любит милые вещи, кошек и детей.

### Сатоко Ямано
Сатоко Ямано (яп. 矢間野里子 Yamano Satoko) — новичок Технологического института Нэкоми. Она привлекательна, что даже Кэйити признаёт, что она входит в список пяти самых красивых девушек института. Она встречает Отаки Аояму, когда у неё сломался скутер, и Отаки починил его, несмотря на то, что один из её поклонников решил подвезти её на своей машине. Она начали встречаться и Отаки сумел получить расположение её отца.

### Сихо Сакакибара
Сихо Сакакибара (яп. 榊原志保 Sakakibara Shiho) — новичок Технологического института Нэкоми. Также она проходит второй год обучения удалённому экзорцизму по курсам для студентов. Первый раз Сихо даёт знать о себе Кэйити, Урд и Верданди при помощи любовного письма. Когда Кэйити пришёл на свидание с ней, вместе с Верданди и Урд, он отметил, что Сихо довольно милая девушка. Однако, она совсем не заинтересована в отношениях с Кэйити, разве чтобы только найти одержим ли Кэйити демонами или нет. Она была приглашена в дом Кэйити, чтобы провести обряд экзорцизма. Сихо чересчур дружелюбно относилась к Кэйити, заставляя ревновать Верданди.

### Хидзири
Хидзири (яп. 聖 Хидзири) — маленькая девочка, которая подружилась с Кэйити ещё до его встречи с Верданди. Появляется только в аниме-сериале. Хидзири часто играет незначительные роли, к примеру она была свидетелем битв богинь или же просто появлялась в нужное время, чтобы помочь Кэйити, достать еду, когда он был голоден.

### Ган-тян
Ган-тян (также известен как Мицуо Ивата) — крыса из храма, появляется в аниме-сериале «О, богиня! Как хорошо быть маленькими». Приятный и дружелюбный персонаж, немного эмоциональный и вспыльчивый, подвержен обжорству. Из-за своей доверчивости, Ган-тян вечно участвует в безумных приключениях Урд и Скульд, после которых получает физические травмы по тем или иным причинам. Ган-тян предпочитает компанию Верданди, потому что она более спокойна, чем её сёстры.

### Косиан
Косиан (яп. 越庵 Koshian) — буддисткий монах и привратник храма Тарики Хонган, где живут Кэйити и три богини. После того, как Косиан увидел «духовное просветление» Верданди, он оставил свой храм и дом на попечение Кэйити и Верданди и отправился на поиски своего собственного просветления. После одиннадцати месяцев путешествия он вернулся, но застал драку Урд и Скульд, после чего снова покинул храм. Когда монах появился во второй раз он выгнал из храма Кэйити и Верданди, потому что у неё были метки демона на лбу. После чего он исчезает на все оставшиеся серии.

### Соулу
Соулу (яп. シーグル Сигуру) — манекен одиннадцатилетней девочки, с записью приветствия посетителей магазина на магнитофоне. Банпэй влюбился в манекен с первого взгляда, настолько сильно, что даже вывез её неподвижную версию на свидание. Когда магнитофон манекена был сломан она была отослана на металлолом, и была подобрана Тихиро, владелицей магазина «Вихрь». Тихиро отдала манекен Скульд, установив на него новый магнитофон. После того, как Скульд сделала из манекена робота, который способен самостоятельно передвигаться, Соулу не ответила взаимностью на чувства Банпэй-куна. Этот робот был без имени, до того, как Верданди присвоила ему имя, название руны, Соулу. В манге (по крайней мере переведённой на английский), носит имя Зигель. Чрезвычайно непоседлива, любопытна, немного своенравна, имеет склонности к авантюризму, питает тайные чувства к Кэйти, впрочем, достаточно слабые и невинные. Конструктивные особенности её включают в себя: блок человеческих эмоций, блок встроенной самодиагностики батарей, маленькие колёсики в подошве (точнее — в ступнях ножек) позволяющие ей передвигаться как на роликовых коньках, а также отстреливаемые обе руки на пироболтах — её единственное оружие самообороны. В манге чрезвычайно хентайна, поскольку её андроидная сущность снимает некоторые ограничения, накладываемые обществом на хентайность персонажа её возраста.

### Родители Кэйити и Мэгуми
- Кэима Морисато (яп. 森里 桂馬 Morisato Keima) — отец Кэйити и Мэгуми. Так же, как и его дети, он является опытным механиком и гонщиком. Не любит, когда его называют «папа» и предпочитает, чтобы к нему обращались по имени. Также у него есть фобия — боится представителей противоположного пола, кроме самых близких людей.
- Такано Морисато (яп. 森里 鷹乃 Morisato Takano) — мать Кэйити и Мэгуми. Такано хорошо играет в маджонг и с лёгкостью способна победить Урд, Скульд и Пеорс в этой игре.

## Сэйю
| Сэйю                   | Персонажи аниме             | OVA       | Мини      | Фильм     | TV        |
| Кикуко Иноуэ           | Верданди                    | зелёная ✓ | †         | зелёная ✓ | зелёная ✓ |
| Акэми Окамура          | Верданди                    | ❌        | †         | ❌        | ❌        |
| Мио Сионоири           | Верданди (в детстве)        | ❌        | ❌        | зелёная ✓ | ❌        |
| Юми Тома               | Верданди (в детстве)        | зелёная ✓ | ❌        | ❌        | зелёная ✓ |
| Юми Тома               | Урд                         | зелёная ✓ | зелёная ✓ | зелёная ✓ | зелёная ✓ |
| Ая Хисакава            | Скульд                      | зелёная ✓ | зелёная ✓ | зелёная ✓ | зелёная ✓ |
| Масами Кикути          | Кэйити Морисато             | зелёная ✓ | зелёная ✓ | зелёная ✓ | зелёная ✓ |
| Мэгуми Огата           | Кэйити Морисато (В детстве) | зелёная ✓ | ❌        | ❌        | ❌        |
| Синдзи Огава           | Всемогущий                  | зелёная ✓ | ❌        | ❌        | ❌        |
| Хидэтоси Накамура      | Всемогущий                  | ❌        | ❌        | зелёная ✓ | зелёная ✓ |
| Хироси Янака           | Селестин                    | ❌        | ❌        | зелёная ✓ | ❌        |
| Мики Ито               | Линд                        | ❌        | ❌        | ❌        | зелёная ✓ |
| Рэй Сакума             | Пеорс                       | ❌        | ❌        | зелёная ✓ | зелёная ✓ |
| Акико Ядзима           | Экс (Экусу)                 | ❌        | ❌        | зелёная ✓ | ❌        |
| Ёко Хона               | Экс (Экусу)                 | ❌        | ❌        | ❌        | зелёная ✓ |
| Руми Касахара          | Эре                         | ❌        | ❌        | зелёная ✓ | ❌        |
| Тиэми Тиба             | Эре                         | ❌        | ❌        | ❌        | зелёная ✓ |
| Юи Хориэ               | Хроно (Куроно)              | ❌        | ❌        | зелёная ✓ | ❌        |
| Масако Ё               | Хроно (Куроно)              | ❌        | ❌        | ❌        | зелёная ✓ |
| Коити Ямадэра          | Трубадур                    | ❌        | ❌        | ❌        | зелёная ✓ |
| Гара Такасима          | Хильд                       | ❌        | ❌        | ❌        | зелёная ✓ |
| Хиротака Симасава      | Повелитель Ужаса            | ❌        | ❌        | ❌        | зелёная ✓ |
| Урара Такано           | Мара                        | ❌        | зелёная ✓ | ❌        | зелёная ✓ |
| Нет актёра озвучивания | Вэльспер *                  | ❌        | ❌        | ❌        | ❌        |

| Сэйю                   | Персонажи аниме   | OVA       | Мини      | Фильм     | TV        |
| Аяко Кавасуми          | Морган Ле Фэй     | ❌        | ❌        | зелёная ✓ | ❌        |
| Юрико Футидзаки        | Мэгуми Морисато   | зелёная ✓ | ❌        | зелёная ✓ | зелёная ✓ |
| Икаэ Отани             | Сора Хасэгава     | зелёная ✓ | ❌        | зелёная ✓ | зелёная ✓ |
| Юка Имаи               | Тихиро Фудзими    | ❌        | ❌        | зелёная ✓ | зелёная ✓ |
| Киёюки Янада           | Тораити Тамия     | зелёная ✓ | ❌        | зелёная ✓ | зелёная ✓ |
| Иссэй Футамата         | Аояма Отаки       | зелёная ✓ | ❌        | зелёная ✓ | зелёная ✓ |
| Мамико Ното            | Саёко Мисима      | ❌        | ❌        | ❌        | зелёная ✓ |
| Дзюнко Асами           | Саёко Мисима      | зелёная ✓ | ❌        | ❌        | ❌        |
| Нобуо Тобита           | Тосиюки Аосима    | зелёная ✓ | ❌        | ❌        | зелёная ✓ |
| Наоми Синдо            | Сёхэй Ёсида       | ❌        | ❌        | ❌        | зелёная ✓ |
| Тиэ Накамура           | Сатоко Ямано      | ❌        | ❌        | ❌        | зелёная ✓ |
| Асами Санада           | Сихо Сакакибара   | ❌        | ❌        | ❌        | зелёная ✓ |
| Норико Ситая           | Хидзири           | ❌        | ❌        | зелёная ✓ | зелёная ✓ |
| Макото Тэрада          | Косиан            | ❌        | ❌        | ❌        | зелёная ✓ |
| Роми Паку              | Сэнтаро Каваниси  | ❌        | ❌        | ❌        | зелёная ✓ |
| Нет актёра озвучивания | Кэйма Морисато *  | ❌        | ❌        | ❌        | ❌        |
| Нет актёра озвучивания | Такано Морисато * | ❌        | ❌        | ❌        | ❌        |
| Нет актёра озвучивания | Бампэй            | ❌        | ❌        | зелёная ✓ | зелёная ✓ |
| Мицуо Ивата            | Ган-тян           | ❌        | зелёная ✓ | ❌        | зелёная ✓ |
| Норио Вакамото         | Сэмбэй            | ❌        | ❌        | ❌        | зелёная ✓ |
| Нет актёра озвучивания | Сигел *           | ❌        | ❌        | ❌        | ❌        |
| Юрико Ямагути          | Иггдрасиль        | ❌        | ❌        | зелёная ✓ | ❌        |
| Нет актёра озвучивания | Врата *           | ❌        | ❌        | ❌        | ❌        |